# Coupe de Luxembourg 1961-1962
La Coppa di Lussemburgo 1961-1962 è stata la 37ª edizione della coppa nazionale lussemburghese disputata tra il 20 agosto 1961 e il 29 aprile 1962 e conclusa con la vittoria dell'Alliance Dudelange, al suo secondo titolo.

## Formula
Eliminazione diretta in gara unica.

### 1º Turno preliminare
| Squadra 1                | Risultato   | Squadra 2           |
| ------------------------ | ----------- | ------------------- |
| 20 agosto 1961           |             |                     |
| Arantia Berdorf          | 4 − 5       | Hobscheid           |
| Atert Bissen             | 5 − 0       | US Bascharage       |
| Blo-Weiss Itzig          | 0 − 3       | US Esch             |
| Claravallis Clervaux     | 6 − 6 (dts) | Tricolore Gasperich |
| Etoile Sportive Clemency | 1 − 3       | Minerva Lintgen     |
| Jeunesse Sportive Hagen  | 1 − 7       | Red Star Merl       |
| Les Ardoisiers Perlé     | 4 − 3       | AS Luxembourg       |
| Progrès Grund            | 5 − 4       | Old Boys Consdorf   |
| Red Boys Aspelt          | 3 − 2       | Blo-Weiss Madernach |
| Sanem                    | 4 − 1       | Victoria Rosport    |
| Sandweiler               | 5 − 0       | Mansfeldia Clausen  |
| Titus Lamadelaine        | 5 − 1       | Hamm 37             |

### 2º Turno preliminare
| Squadra 1            | Risultato   | Squadra 2            |
| -------------------- | ----------- | -------------------- |
| 27 agosto 1961       |             |                      |
| Arminia Weidingen    | 4 − 2       | UNA Strassen         |
| Atert Bissen         | 4 − 4 (dts) | Sporting Bettembourg |
| Blue Boys Muhlenbach | 6 − 3       | Jeunesse Biwer       |
| Claravallis Clervaux | 1 − 5       | Titus Lamadelaine    |
| Differdange          | 4 − 1       | Marisca Miersch      |
| Ehlerange            | 1 − 3       | Olympique Eischen    |
| Hobscheid            | 9 − 0       | Progrès Grund        |
| Jeunesse Canach      | 3 − 3 (dts) | Sandweiler           |
| Kopstal 33           | 8 − 1       | Les Ardoisiers Perlé |
| Mertert              | 6 − 1       | CS Hollerich         |
| Red Star Merl        | 5 − 0       | Jeunesse Useldange   |
| Rodange              | 3 − 2       | Minerva Lintgen      |
| Sanem                | 4 − 1       | Jeunesse Schieren    |
| Sporting Bertrange   | 9 − 3       | Mondercange          |
| Swift Hesperange     | 4 − 2       | Orania Vianden       |
| US Esch              | 1 − 3       | Red Boys Aspelt      |

### 3º Turno preliminare
| Squadra 1             | Risultato | Squadra 2                   |
| --------------------- | --------- | --------------------------- |
| 17 dicembre 1961      |           |                             |
| Avenir Beggen         | 4 − 0     | Swift Hesperange            |
| Blue Boys Muhlenbach  | 4 − 2     | US Boevange/Attert          |
| Daring Echternach     | 0 − 1     | Chiers Rodange              |
| Differdange           | 5 − 1     | Etzella Ettelbruck          |
| Jeunesse 07 Kayl      | 1 − 0     | Sanem                       |
| Koeppchen Wormeldange | 3 − 1     | Résidence Walferdange       |
| Kopstal 33            | 1 − 2     | Hobscheid                   |
| Mertert               | 2 − 4     | Red Star Merl               |
| US Mondorf-les-Bains  | 5 − 2     | Jeunesse Canach             |
| Olympique Eischen     | 1 − 3     | Rapid Neudorf               |
| Pétange               | 1 − 0     | Tetange                     |
| Progrès Niedercorn    | 3 − 0     | Remich                      |
| Racing Rodange        | 1 − 0     | Titus Lamadelaine           |
| Red Black Pfaffenthal | 2 − 1     | Arminia Weidingen           |
| Rodange               | 3 − 2     | Oberkorn                    |
| Sporting Bertrange    | 1 − 2     | Jeunesse Wasserbillig       |
| Sporting Bettembourg  | 3 − 1     | Jeunesse Hautcharage        |
| Steinfort             | 5 − 3     | Red Boys Aspelt             |
| The Belval Belvaux    | 5 − 1     | Young Boys Diekirch         |
| US Niederwiltz        | 2 − 1     | Amis des Sports Schifflange |

### Sedicesimi di finale
| Squadra 1             | Risultato   | Squadra 2                |
| --------------------- | ----------- | ------------------------ |
| 24 dicembre 1961      |             |                          |
| Chiers Rodange        | 2 − 1 (dts) | The National Schifflange |
| Hobscheid             | 1 − 12      | Union Luxembourg         |
| Jeunesse 07 Kayl      | 0 − 1       | Fola Esch                |
| Jeunesse Wasserbillig | 2 − 0       | Red Black Pfaffenthal    |
| Koeppchen Wormeldange | 0 - 2       | Alliance Dudelange       |
| US Mondorf-les-Bains  | 2 − 3       | The Belval Belvaux       |
| Pétange               | 2 − 3       | Red Boys Differdange     |
| Progrès Niedercorn    | 2 − 0       | Jeunesse Esch            |
| Racing Rodange        | 1 − 0       | Aris Bonnevoie           |
| Rapid Neudorf         | 6 − 2       | Blue Boys Muhlenbach     |
| Red Star Merl         | 3 − 1       | Differdange              |
| SC Rodange            | 1 − 9       | Grevenmacher             |
| Steinfort             | 2 − 11      | Stade Dudelange          |
| Avenir Beggen         | 1 − 1 (dts) | Spora Luxembourg         |
| Sporting Bettembourg  | 1 − 1 (dts) | US Dudelange             |
| US Niederwiltz        | 2 − 2 (dts) | Rumelange                |

| Squadra 1                    | Risultato | Squadra 2            |
| ---------------------------- | --------- | -------------------- |
| 28 dicembre 1961 (Spareggio) |           |                      |
| US Dudelange                 | 6 − 0     | Sporting Bettembourg |

| Squadra 1                    | Risultato | Squadra 2     |
| ---------------------------- | --------- | ------------- |
| 27 dicembre 1961 (Spareggio) |           |               |
| Spora Luxembourg             | 2 − 1     | Avenir Beggen |

| Squadra 1                    | Risultato   | Squadra 2      |
| ---------------------------- | ----------- | -------------- |
| 26 dicembre 1961 (Spareggio) |             |                |
| Rumelange                    | 4 − 2 (dts) | US Niederwiltz |

### Ottavi di finale
| Squadra 1          | Risultato   | Squadra 2        |
| ------------------ | ----------- | ---------------- |
| 31 dicembre 1961   |             |                  |
| Grevenmacher       | 1 − 0       | Racing Rodange   |
| Progrès Niedercorn | 2 − 0       | Fola Esch        |
| Red Star Merl      | 2 − 3 (dts) | Chiers Rodange   |
| Stade Dudelange    | 5 − 1       | Spora Luxembourg |
| The Belval Belvaux | 6 − 3       | Rapid Neudorf    |

| Squadra 1             | Risultato | Squadra 2          |
| --------------------- | --------- | ------------------ |
| 7 gennaio 1962        |           |                    |
| Jeunesse Wasserbillig | 0 − 1     | Alliance Dudelange |
| Red Boys Differdange  | 2 − 1     | US Dudelange       |
| Union Luxembourg      | 2 − 1     | Rumelange          |

### Quarti di finale
| Squadra 1       | Risultato | Squadra 2    |
| --------------- | --------- | ------------ |
| 7 gennaio 1962  |           |              |
| Stade Dudelange | 2 − 0     | Grevenmacher |

| Squadra 1          | Risultato | Squadra 2          |
| ------------------ | --------- | ------------------ |
| 8 aprile 1962      |           |                    |
| Progrès Niedercorn | 0 − 3     | Alliance Dudelange |
| Union Luxembourg   | 7 − 0     | The Belval Belvaux |

| Squadra 1            | Risultato | Squadra 2      |
| -------------------- | --------- | -------------- |
| 12 aprile 1962       |           |                |
| Red Boys Differdange | 3 − 1     | Chiers Rodange |

### Semifinali
| Squadra 1            | Risultato   | Squadra 2          |
| -------------------- | ----------- | ------------------ |
| 15 aprile 1962       |             |                    |
| Red Boys Differdange | 1 − 6 (dts) | Alliance Dudelange |
| Stade Dudelange      | 3 − 5       | Union Luxembourg   |

## Finale
| Arbitro: | Müller |

|             |           |  |
| Cirelli 23’ | Marcatori |  |

| Alliance Dudelange | Union Luxembourg |

### Formazioni
| Alliance Dudelange |    |                    |  |     |  |
|                    |    |                    |  |     |  |
| POR                | 1  | Bruno Zangarini    |  |     |  |
| DIF                | 2  | Dino Piccinini     |  |     |  |
| DIF                | 3  | Fernand Meneghetti |  |     |  |
| DIF                | 4  | Jos Luzzi          |  |     |  |
| DIF                | 5  | Louis Dickes       |  |     |  |
| DIF                | 6  | Pierre Capitani    |  |     |  |
| CEN                | 7  | Alfiero Venanzi    |  |     |  |
| CEN                | 8  | Jules Zambon       |  |     |  |
| ATT                | 9  | Jacques Bellion    |  |     |  |
| ATT                | 10 | Henri Cirelli      |  | 23’ |  |
| ATT                | 11 | Narcisse De Paoli  |  |     |  |
| A disposizione:    |    |                    |  |     |  |
| Allenatore:        |    |                    |  |     |  |
| ?                  |    |                    |  |     |  |

| Union Luxembourg |    |                   |  |  |  |
|                  |    |                   |  |  |  |
| POR              | 1  | Nico Schmitt      |  |  |  |
| DIF              | 2  | Ady Colas         |  |  |  |
| DIF              | 3  | Roland Christen   |  |  |  |
| DIF              | 4  | Jean-Pierre Mertl |  |  |  |
| DIF              | 5  | Romain Kies       |  |  |  |
| DIF              | 6  | Paul Ries         |  |  |  |
| CEN              | 7  | Gastón Bauer      |  |  |  |
| CEN              | 8  | Constant Winandy  |  |  |  |
| ATT              | 9  | Johny Leonard     |  |  |  |
| ATT              | 10 | Guy Bernardin     |  |  |  |
| ATT              | 11 | Yvon Diederich    |  |  |  |
| A disposizione:  |    |                   |  |  |  |
| Allenatore:      |    |                   |  |  |  |
| ?                |    |                   |  |  |  |